# BERP-blade
BERP-blade er rotor-blade til en helikopter udviklet under British Experimental Rotor Program (det britiske eksperimentale rotorprogram).
De første BERP-blade blev udviklet i de sene 70'ere og frem til midten af 80'erne, som et joint venture mellem Westland Aircraft Helicopter Division og Royal Aircraft Establishment. Målet var at øge helikopteres løfte-kapaciteter og maksimale hastigheder gennem nye designs og materialer. Den oprindelige version var BERP-1, som blev brugt da Westland Lynx-helikopteren satte fart-rekord. Nuværende brugere af BERP-blade er opgraderede Super Lynx helikoptere (BERP-3 og BERP-4) samt AgustaWestland EH-101 (BERP-5).

## Eksterne referencer
- Experimental and numerical study of the British Experimental Rotor Programme blade af Alan Brocklehurst (AIAA-1990-3008)
- Air Vectors: The Westland Scout, Wasp, & Lynx
- The British Experimental Rotor Program (BERP) Blade Arkiveret 21. august 2007 hos  Wayback Machine

| Luftfart | Spire Denne artikel om flyvning er en spire som bør udbygges. Du er velkommen til at hjælpe Wikipedia ved at udvide den. |